# Catedrala din Toledo

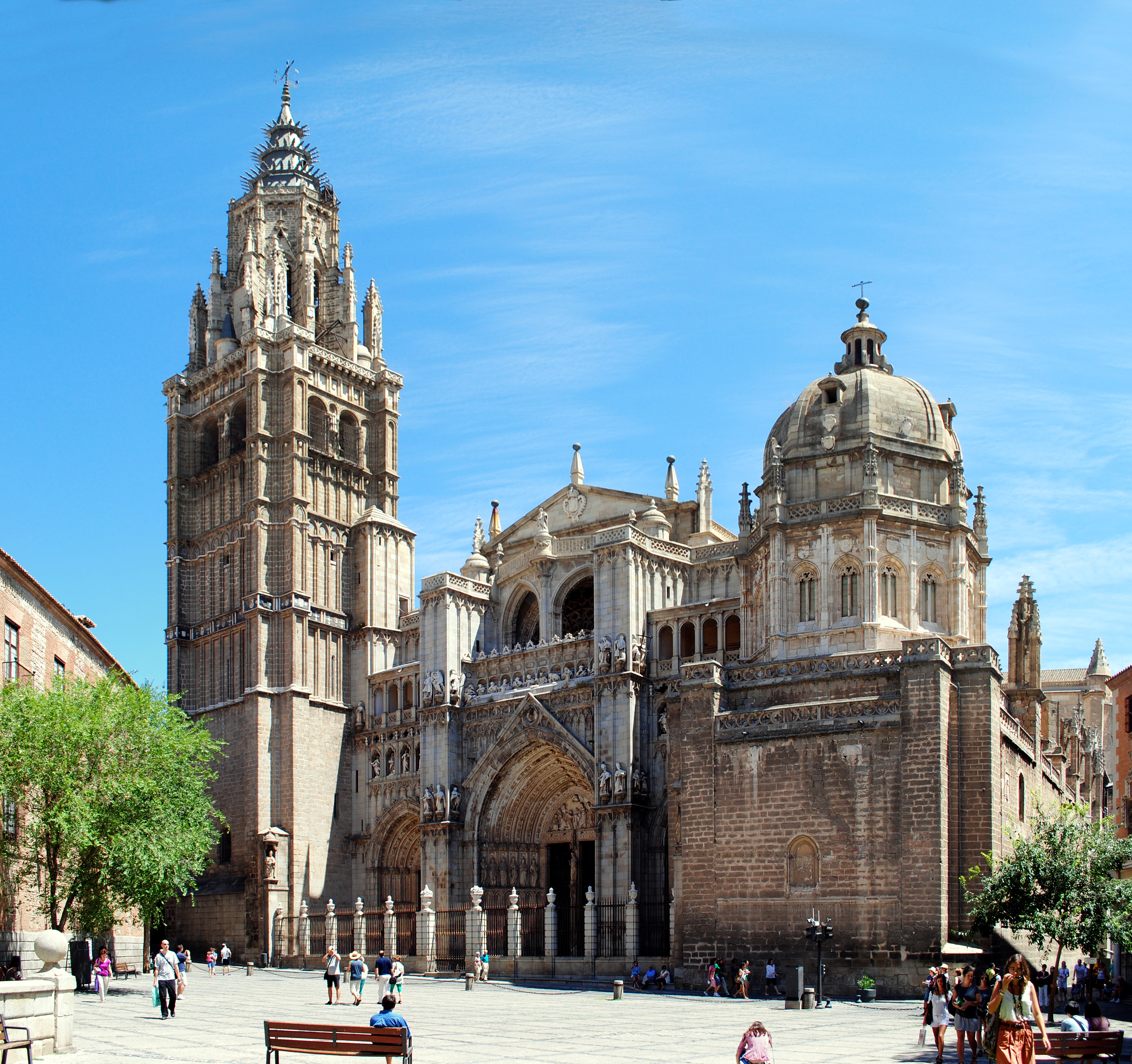
Catedrala din Toledo

Catedrala din Toledo, numită și Catedrala Primada de Spania, cu hramul Sfânta Maria, este una dintre cele mai reprezentative catedrale din centrul Spaniei. Catedrala este considerată a fi una dintre cele mai mărețe structuri gotice de acest gen din Europa. Catedrala se aseamănă cu Catedrala din Bourges datorită transeptelor care sunt încadrate în interiorul navelor spațioase, cinci la număr. Catedrala are o lungime de 120 de metri și o lățime de 59 de metri.
Aici este înmormântat cardinalul Gaspar de Borja y Velasco.